# Ясенки (посёлок, Щёкинский район)
Ясенки — поселок в Щёкинском районе Тульской области в составе Яснополянского сельского поселения.

## География
Находится в центральной части Тульской области у северной окраины города Щёкино, административного центра района.

## История
Как отдельный населенный пункт показан уже только на карте 1989 года.

## Население
Постоянное население составляло 20 человек (русские 100 %) в 2002 году, 3 в 2010.